# MCPB
MCPB ist eine chemische Verbindung aus der Gruppe der Phenoxycarbonsäuren.

## Gewinnung und Darstellung
MCPB kann durch Reaktion von o-Kresol mit Chlor und anschließende Reaktion des Zwischenproduktes 2-Methyl-4-chlorphenol mit γ-Butyrolacton gewonnen werden. Alternativ kann 2-Methyl-4-chlorphenol mit 4-Chlorbutyronitril und Natriumhydroxid zu MCPB umgesetzt werden.

## Eigenschaften
MCPB ist ein farbloser brennbarer Feststoff, der praktisch unlöslich in Wasser ist. Er zersetzt sich beim Erhitzen. Das technische Produkt ist gelblich braun.

## Verwendung
MCPB wird als Wirkstoff in Pflanzenschutzmitteln verwendet. Es wurde 1964 in den USA zugelassen und als Herbizid für den Einsatz bei Erbsen vor deren Blüte zur Bekämpfung von Disteln, Hahnenfuß, Vogelknöterich und anderen breitblättrigen Unkräutern eingesetzt.

## Zulassung
Der Wirkstoff MCPB wurde mit Wirkung vom 1. Mai 2006 in der Europäischen Union für Anwendungen als Herbizid zugelassen.
In Österreich und der Schweiz sind Pflanzenschutzmittel mit diesem Wirkstoff zugelassen, in Deutschland nicht.